# Ariel (Shakespeare)
Ariel es un personaje ficticio perteneciente a la obra La tempestad de William Shakespeare. Ariel es un espíritu sílfide, sirviente del mago Próspero, a quien está obligado a servirle tras haber sido rescatado por este del árbol en el que fue encarcelado durante doce dolorosos años por Sycorax (una poderosa bruja que antes habitaba la isla) cuando Ariel se resistió a sus órdenes. 
Ariel, de misma forma que Puck en El sueño de una noche de verano, confunde con sus canciones a otros personajes. Próspero responde a la desobediencia de Ariel con el recordatorio de que él lo salvó del hechizo de Sycorax, y con la promesa de otorgar algún día a Ariel su libertad. 

## Descripción

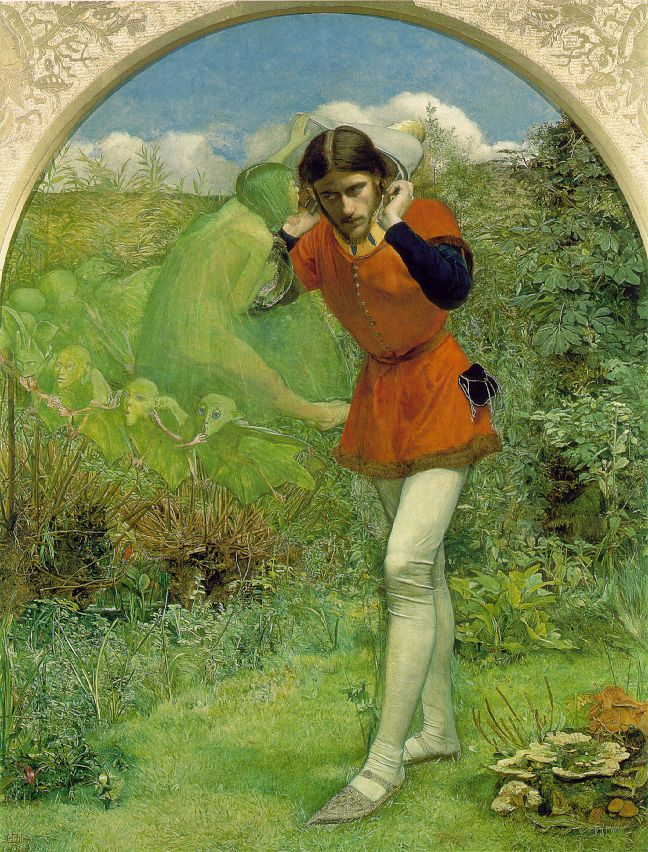
Ferdinando atraído por Ariel, por John Everett Millais, 1852.

Se caracteriza principalmente por tener un comportamiento travieso, casi infantil, siempre dispuesto a hacer de las suyas. Ariel es los ojos y oídos de Próspero, utilizando sus habilidades mágicas para frustrar las parcelas de otros personajes, por lo general de manera cómica, para derribar a su amo. 
Mientras que Calibán, un salvaje primitivo esclavizado también por Próspero, representa los aspectos más materiales e instintivos del ser humano, Ariel representa lo elevado y lo espiritual. Su nombre, que proviene de "aire", lo vuelve a usar Alexander Pope en The Rape of the Lock, y sirvió como símbolo de razón y progreso en la ensayística latinoamericana del siglo XIX, a partir de la obra Ariel, de José Enrique Rodó.

## Adaptaciones
En todas las versiones textuales de Ariel, se le llama con el pronombre masculino de "él" dos veces en toda la obra, aunque el personaje de Ariel fue anteriormente interpretado solo por mujeres debido a que el papel tendría que haber sido asumido primero por un niño, por lo que a partir de entonces fue interpretado por una mujer.  
El actor Leslie French interpretó por primera vez el papel en 1930, desde entonces ese rol ha sido desempeñado por hombres y mujeres. En la versión cinematográfica de 2010, Ariel es interpretado por Ben Whishaw, pero ese mismo año el Stratford Shakespeare Festival lanzó otra versión de la obra, también filmada y disponible en DVD, en la que el papel de Ariel es interpretado por Julyana Soelistyo.
En el verano de 2013, lo interpretó Colin Morgan en el Teatro el Globo de Londres.
En el capítulo "And The Happily Ever Afters" de la serie "The Librarians", el personaje de Ariel es representado por la actriz Hayley McLaughling, dando así una adaptación femenina a éste.